# Yeshivá de Radun
La Yeshivá de Radun (en hebreo: ישיבת ראדין) era una yeshivá que estaba ubicada en Radun, Bielorrusia, fue establecida por Israel Meir Kegan (el rabino conocido como el Chofetz Chaim por el título de su conocida obra) en 1869. Esta institución educativa es conocida como la Yeshivá Chofetz Chaim.

## Historia

### Fundación de la yeshivá
En 1869, cuando el Jafetz Jaim regresó de Vashilyshok a Radun, su primera acción fue establecer un grupo al que pudiera difundir el conocimiento de la Torá. La fundación de la yeshivá se menciona en una de las cartas del Jafetz Jaim:
"El comienzo de la fundación comenzó cuando regresé de la ciudad de Vashilyshok, en el año 1869. Después de mi llegada a Radun, el Todopoderoso agitó mi espíritu para reunir a los jóvenes estudiantes, y a los eruditos para el estudio de la Torá..."
Aunque en ese momento Radun era prácticamente un pueblo aislado, alejado de las distracciones urbanas indeseables y un lugar ideal para establecer un lugar de estudio de la Torá, las condiciones de vida allí eran difíciles. Esto significaba que las posibilidades de obtener suficiente apoyo financiero local para dirigir una institución grande y próspera eran escasas. Esto llevó a los discípulos del Jafetz Jaim a enviar a algunos niños a otras yeshivás, que también tenían mejores instalaciones, y a mantener la matrícula limitada. 
Los estudiantes de las yeshivás se conformaban con dormir en los bancos de la sala de estudio, y se les llamaba perushim, porque se separaban de los lujos mundanos y se sumergían en el estudio de la Torá. Desde el principio, las comidas no se proporcionaban en la yeshivá, y los estudiantes eran asignados a varios hogares de la aldea donde se les daba de comer. 
Fue cuando el Jafetz Jaim sintió que este sistema no era el apropiado para los estudiantes de la yeshivá, se dedicó a organizar una casa para la recolección de alimentos. La comida recolectada sería distribuida entre los estudiantes. Después de un tiempo, la esposa del Jafetz Jaim abrió una cocina, y ella, junto con otras mujeres, recogía las provisiones y cocinaba las comida que se servía a los estudiantes en el edificio de la yeshivá.
La yeshivá permaneció pequeña en número hasta 1883, cuando el Jafetz Jaim contrató a su yerno el Rabino Hersh Levinson como su ayudante para ayudarle a llevar la carga de la yeshivá. Después de su nombramiento, la yeshivá se expandió y las condiciones mejoraron.

### sigloXX
En 1900, el Rabino Moshe Landynski, un alumno de la Yeshivá de Volozhin, fue nombrado director de la yeshivá. En etapas posteriores, otros dos decanos fueron nombrados: El Rabino Itzjak Maltzon, que finalmente se estableció en la ciudad santa de Jerusalén, y el Rabino Baruj Ish Alaksot, que más tarde se convirtió en el jefe de la Yeshivá de Slabodka. El Rabino Eliezer Lufet, también sirvió como supervisor por un corto período de tiempo.
En 1904, después de la afluencia de estudiantes, la sala de estudio local se hizo demasiado pequeña para albergar la yeshivá, y se construyó un nuevo edificio para albergar el colegio. Sin embargo, a medida que pasaron los años, también lo hizo el ingreso de estudiantes, y con cientos de alumnos, algunos se vieron obligados a estudiar en la sinagoga local. Este establecimiento no fue favorecido por la facultad, que decidió que se necesitaba un nuevo edificio más grande, capaz de albergar a todo el alumnado. Así fue como en 1912 se derribó el edificio original, para dar paso a un nuevo edificio lo suficientemente grande como para albergar a todos los estudiantes, que en ese momento superaban los 300 alumnos. 
El Jafetz Jaim recaudó los 15.000 rublos necesarios para la tarea y la construcción se terminó en 1913. El edificio terminado no solo incluía una espaciosa sala de estudio, sino también dormitorios, salas laterales para diversas funciones, una sala médica y una biblioteca donde se guardaban miles de volúmenes.
En 1904, el Rabino Naftoli Trop fue invitado a asumir el cargo de director de la yeshivá (Rosh yeshivá). Su nombramiento marcó el comienzo de la era dorada de la yeshivá. Bajo su dirección la yeshivá creció, y durante la década de 1920, se convirtió en una de las más grandes de Europa. Desde 1907 hasta 1910 el supervisor fue el Rabino Yeruchom Levovitz, quien más tarde se unió a la Yeshivá Mir.

### Primera Guerra Mundial
Después del estallido de la Primera Guerra Mundial, y la guerra en el frente oriental entre el Imperio alemán y el Imperio ruso en 1914, el Jafetz Jaim se preocupó por la potencial ocupación alemana, y el efecto que esto tendría en la yeshivá. También existía la amenaza de que la ciudad se separara de Rusia, y por lo tanto, de su fuente de financiación. En 1915, cuando los rusos se retiraron, y el Ejército Imperial Alemán se acercó a Radun, se tomó la decisión de dividir la yeshivá en dos partes. Una parte se quedaría en Radun, y la segunda parte se movería hacia el interior de Rusia. La mayoría de los estudiantes, incluyendo el Jafetz Jaim, su yerno y el Rabino Trop abandonaron Radun, mientras que una minoría permaneció con el Rabino Moshe Landynski, y con el supervisor, el Rabino Yosef Leib Nendik.
La segunda parte de la yeshivá se instaló en Smilovitz, en la Provincia de Minsk. En 1916 se buscó un nuevo refugio a medida que la línea de batalla se acercaba y la yeshivá se trasladó a Rusia, a Shumyatz, en la Provincia de Moguilov, y luego a Snovsk en la Provincia de Chernigov. El Ejército Imperial Alemán, ocupó Minsk en febrero de 1918. Fue un período turbulento en el que las autoridades arrestaron a los estudiantes, los cuales fueron liberados, solo después de mucho esfuerzo y gasto. Con el ascenso del comunismo, la situación no iba a mejorar. Después de que las autoridades soviéticas hicieron imposible que la yeshivá sobreviviera en Rusia, la yeshivá emigró hacia Polonia, y hacia Radun. El regreso a Radun se aceleró con la muerte del Rabino Hersh Leib Levinson en 1921, después de una corta enfermedad.

### Regreso a Radun
Después de encontrar dificultades para obtener un permiso para viajar y cruzar la frontera hacia la nueva Polonia independiente, la yeshivá se retrasó en Minsk durante unos dos meses. Cuando finalmente se les concedió el permiso, la yeshivá llegó a Baranowitz, donde permanecieron unos días. En la primavera de 1921 la yeshivá regresó a Radun. El Rabino Moshe Landynski estaba en la estación de tren para saludar a los retornados. Fue una ocasión alegre, sin embargo su alegría duró poco. Cuando regresaron a la yeshivá encontraron el interior del edificio destruido y abandonado. Los alemanes habían confiscado el edificio para utilizarlo como un establo de caballos y un almacén de municiones, lo que obligó a los estudiantes a ocupar la sala de estudio local. Las ventanas estaban destrozadas y los muebles no estaban. La única opción era utilizar el edificio tal y como estaba, y comenzar los esfuerzos para renovarlo. Con el tiempo, el regreso de la yeshivá a su hogar, la dotó de una nueva vida bajo el liderazgo tanto del Rabino Naftoli Trop, como del Rabino Moshe Landynski. El hijo del Rabino Levinson, Yehoshua Levinson, y su yerno Eliezer Kaplan, se convirtieron en los nuevos supervisores de la yeshivá.
Con el fallecimiento del Rabino Trop en 1928, la prominencia de la yeshivá disminuyó lentamente. Incluso con el nombramiento de dos jóvenes directores, el Rabino Baruch Feivelson (el yerno de Trop), y el Rabino Mendel Zaks (el yerno del Jafetz Jaim), la yeshivá nunca recuperó plenamente su famoso estatus.
Tras la muerte del Rabino Baruch Feivelson en 1933, el Rabino Mendel Zaks se convirtió en el nuevo director de la yeshivá. El Rabino Avraham Trop, también dio conferencias siguiendo el estilo de su padre, que fueron muy populares entre los estudiantes mayores. La institución también incluyó un colegio, que se centró en el estudio del orden Kodashim de la Mishná. El Rabino Elchonon Wasserman, y el Rabino Yosef Shlomo Kahaneman estaban entre los que estudiaron allí.
Aunque el Jafetz Jaim y sus descendientes, rara vez daban conferencias en la yeshivá, y nunca ocupaban el puesto de Rosh yeshivá (director de la yeshivá), el Rabino Kegan era la fuerza motriz de la yeshivá. Cuando el rabino murió en 1933, la financiación de la academia talmúdica se convirtió en un problema. El Rabino Moshe Landynski se vio obligado a viajar hasta Londres, Reino Unido, para solicitar fondos. El mismo Rabino Landynski murió unos años más tarde, en 1938, a la edad de 77 años.

### Segunda Guerra Mundial
Con el estallido de la Segunda Guerra Mundial, el Ejército Rojo tomó Radun. La mayoría de la yeshivá se trasladó a Vilna, Lituania, mientras que algunos se quedaron atrás en Radun, incluyendo al sobrino político del Jafetz Jaim, el Rabino Mordechai Dov Roitblatt, el Rabino Hillel Ginsburg, el cuñado de Eliezer Zev Kaplan, y el Rabino Avraham Trop. Cuando las condiciones en Vilna se hacinaron demasiado, la yeshivá decidió dividirse en dos grupos de nuevo, con una mitad ubicada en Eishyshok bajo el mando de Yehoshua Levinson, y la otra en Otian. Cuando los soviéticos tomaron Lituania, la yeshivá dejó de funcionar. Aunque se hizo un gran esfuerzo para que la yeshivá pudiera escapar, solo unas pocas personas pudieron obtener visados y emigrar. 

### Restablecimiento de la yeshivá en los Estados Unidos
Después de la Segunda Guerra Mundial, el Rabino Mendel Zaks restableció la yeshivá en los Estados Unidos. Más tarde se le unió su hijo, el Rabino Gershon Zaks. El Rabino Gershon fue un alumno del Rabino Yitzchak Zev Soloveitchik, el Rabino de Brisk. A principios de la década de 1960, la yeshivá se trasladó a Suffern, Nueva York). Después de la muerte del Rabino Mendel Zaks en 1974, su hijo el Rabino Gershon Zaks, heredó su posición hasta su muerte en 1990. Hoy en día, los descendientes del Rabino Gershon Zaks: los Rabinos Yisroel Mayer Zaks y Aryeh Zev Zaks, dirigen la institución. La academia de estudio talmúdico se llama Yeshiva Chofetz Chaim of Radin. La sede central de la yeshivá se encuentra en el pueblo de Spring Valley, en el Estado de Nueva York.
El Seminario Rabínico de América (en inglés estadounidense: Rabbinical Seminary of America) (RSA), también llamado Yeshivas Chofetz Chaim, es una red de academias talmúdicas lituanas, basadas principalmente en América del Norte, y en el Estado de Israel. Su sede central se encuentra en el barrio de Kew Gardens Hills, en Queens, Nueva York, Estados Unidos. El seminario es llamado Chofetz Chaim, como la obra del Rabino Israel Meir Kegan. El seminario tiene una red de escuelas talmúdicas afiliadas, y cuenta con ramas en los Estados Unidos, Canadá e Israel.

### Restablecimiento de la yeshivá en Israel
El hijo del Rabino Moshe Landynski, se estableció en la localidad de Netanya, en Israel, donde también estableció una yeshivá en memoria de la Yeshivá de Radun. En el año 2005, la nueva yeshivá tenía una lista de 100 estudiantes, con edades comprendidas entre los 17 y los 22 años. La actual director es el Rabino Menachem Dan Meisels, un estudiante del Rabino Baruj Mordechai Ezrachi. Sus estudios están basados en las enseñanzas de la Yeshivá de Slabodka.